# Nick Cave and the Bad Seeds
Nick Cave and The Bad Seeds är ett rock/postpunkband. Bandets skapades 1984 av två före detta medlemmar i det australienska bandet The Birthday Party: Nick Cave (sångare, låtförfattare) och Mick Harvey (trummor). Senare gick Einstürzende Neubauten-medlemmen Blixa Bargeld (gitarr) med i bandet, även Hugo Race (gitarr), och före detta Magazine-medlemmen Barry Adamson (basgitarr, piano) gick med i bandet. Med dessa medlemmar spelade bandet in, och släppte, debutalbumet, From Her to Eternity.

## Bandmedlemmar
Den nuvarande uppsättningen av bandet består av:
- Nick Cave
- Warren Ellis
- Martyn P. Casey
- Thomas Wydler
- Jim Sclavunos

## Diskografi
- 1984 – From Her to Eternity
- 1985 – The Firstborn Is Dead
- 1986 – Kicking Against the Pricks
- 1986 – Your Funeral, My Trial
- 1988 – Tender Prey
- 1990 – The Good Son
- 1992 – Henry's Dream
- 1993 – Live Seeds (live)
- 1994 – Let Love In
- 1996 – Murder Ballads
- 1997 – The Boatman's Call
- 1998 – The Best of Nick Cave and the Bad Seeds (samling)
- 2001 – No More Shall We Part
- 2003 – Nocturama
- 2004 – Abattoir Blues/The Lyre of Orpheus
- 2005 – B-Sides & Rarities (samling)
- 2007 – The Abattoir Blues Tour (live)
- 2008 – Dig, Lazarus, Dig!!!
- 2013 – Push The Sky Away
- 2016 – Skeleton Tree
- 2019 – Ghosteen
- 2024 – Wild God